# إيفن خيتروف
إيفن خيتروف (بالأوكرانية: Хитров Євген Ігорович)‏ (مواليد 18 أغسطس 1988) هو ملاكم أوكراني، مثّل بلاده في الألعاب الأولمبية الصيفية 2012.

## روابط خارجية
إيفن خيتروف على موقع بوكس ريك (الإنجليزية) (registration required)
- إيفن خيتروف على موقع اللجنة الأولمبية الدولية (الإنجليزية)
- إيفن خيتروف على موقع أوليمبيديا (الإنجليزية)